# Steuerprogression
Steuerprogression bedeutet das Ansteigen des Steuersatzes in Abhängigkeit vom zu versteuernden Einkommen oder Vermögen. Dabei gibt es unterschiedliche Auffassungen darüber, ob nur der Durchschnittsteuersatz oder auch der Grenzsteuersatz mit der Bemessungsgrundlage steigen sollte.

## Geschichte
Ein progressiver Einkommensteuertarif im Vereinigten Königreich wurde erstmals von William Pitt dem Jüngeren in seinem Staatshaushalt vom Dezember 1798 eingeführt. Pitts neue gestaffelte (progressive) Einkommensteuer begann bei einem Steuerbetrag von 2 alten Pence pro Pfund (1/120) auf Einkommen über 60 £ und steigerte sich bis zum Höchstwert von 2 Schillingen pro Pfund (1/10) auf Einkommen über 200 £.
Im preußischen Kommunalabgabengesetz vom 14. Juli 1893 (nach dem damaligen Finanzminister Johannes von Miquel auch „Miquelsche Steuerreform“ genannt) wurde im Deutschen Kaiserreich eine Steuerprogression eingeführt. Der Steuersatz dieser Einkommensteuer stieg von 0,62 % (für Jahreseinkommen von 900 bis 1050 Mark) bis auf 4 % (für Jahreseinkommen über 100.000 Mark). In vielen Ländern Europas wurden in der folgenden Zeit progressive Tarife eingeführt, im Jahr 1913 beispielsweise auch in den USA. Wie stark der Steuersatz abhängig vom Einkommen ansteigt, ist dabei aber in den verschiedenen Staaten sehr unterschiedlich.
Der progressive Tarif wurde auch in der Weimarer Republik nach der Erzbergerschen Reform und ebenso in der Bundesrepublik Deutschland beibehalten, was sich in der Tarifberechnung des § 32a Abs. 1 Satz 2 EStG und den Ausführungen zum Progressionsvorbehalt in § 32b EStG widerspiegelt.
Außer der progressiven Einkommensteuer wurde auch verschiedentlich vorgeschlagen, andere Steuern mit progressiven Tarifen auszugestalten. Beispiele sind die Erbschaftssteuer und die Umsatzsteuer. Für die Erbschaftssteuer schlug z. B. Theodore Roosevelt in seiner New-Nationalism-Ansprache von 1910 eine Steuerprogression vor mit dem Ziel, die Ungleichheit der Vermögensverteilung zu reduzieren.
Im 19. Jahrhundert wurde die Einführung einer progressiven Einkommensteuer in deutschsprachigen Fachkreisen als Progressivsteuer erörtert.

## Beispiel
Die Steuerprogression lässt sich am besten verstehen, wenn man sie von anderen Besteuerungsmodellen abgrenzt:
- Bei der Kopfsteuer zahlt jeder Bürger den gleichen Betrag an Steuern, und zwar unabhängig von der Höhe des Einkommens. Der Steuersatz ist hier abhängig vom Einkommen abfallend, da höhere Einkommen anteilig niedriger besteuert werden. Der Steuertarif ist regressiv.
- Bei einer Flat Tax, also einem konstanten Steuersatz, zahlt jeder den gleichen Anteil seines Einkommens. Beträgt der Steuersatz 10 %, zahlt jemand, der 10.000 Euro verdient, 1.000 Euro Steuern und ein anderer, der 20.000 Euro verdient, 2.000 Euro Steuern (ohne Berücksichtigung eines Grundfreibetrages).
- Bei einer progressiven, also (abhängig vom Einkommen) ansteigenden Steuer zahlt jemand, der mehr verdient als ein anderer, einen höheren Anteil seines Einkommens an Steuern. Verdient also der eine 10.000 Euro, und ein anderer 20.000, so zahlt beispielsweise der erste 10 % Steuern, also 1.000 Euro, der zweite aber 15 %, also 3.000 Euro. Hier werden die ersten 10.000 Euro mit 10 % besteuert, die zweiten 10.000 Euro aber mit 20 %.

## Rechtfertigung
Die Frage, welches Besteuerungsmodell vorzuziehen ist, berührt einen wesentlichen Grundsatz der Demokratie: die Rechtsgleichheit. Daher besteht Einigkeit, dass es sachlicher Gründe bedarf, um steigende Steuersätze zu rechtfertigen.
Politisch und sozialökonomisch wird Steuerprogression oftmals mit dem abnehmenden Grenznutzen steigender Einkommen und Vermögen gerechtfertigt: Mit dem Anstieg wird zunehmend nicht mehr Lebensnotwendiges, sondern nur noch Luxus-Bedarf konsumiert.
Häufig wird der höhere Steuersatz für mehr Verdienende durch die sogenannte Opfertheorie gerechtfertigt. Die Opfertheorie überträgt das Gesetz vom abnehmenden Grenznutzen auf die Besteuerungstheorie: Verdient jemand beispielsweise 50.000 Euro, sei der erste Euro, den er verdient, für ihn nützlicher als der letzte. Daher sei eine Besteuerung ab jedem zusätzlich verdienten Euro weniger belastend. Um nun eine Belastungsgleichheit zwischen wenig und viel Verdienenden herzustellen, sei ein progressiver Steuersatz gerechtfertigt.
Zunehmend werden jedoch Gerechtigkeitserwägungen und das Sozialstaatsprinzip als Begründungen angeführt. Das deutsche Bundesverfassungsgericht leitet das Erfordernis eines progressiven Tarifverlaufs aus dem Gleichheitssatz ab, wonach das Leistungsfähigkeitsprinzip gelten müsse. Der österreichische Jurist Werner Doralt erklärt den progressiven Steuersatz „teils als Ausdruck des Leistungsfähigkeitsprinzips […], zum Teil als Ausdruck einer Sozialstaatlichkeit durch Umverteilung.“

## Wirkungen
Die Steuerprogression führt zu einer überproportional steigenden steuerlichen Belastung bei steigendem Einkommen bzw. Vermögen. Höhere Einkommen werden also nicht nur absolut höher besteuert, sondern auch prozentual. Einfach gesagt soll ein Vielverdiener beispielsweise die Hälfte seines Einkommens abgeben, ein Geringverdiener nur ein Zehntel.

### Progressionsgrad
Als Maße zur Beurteilung des Progressionsgrades sind verschiedene Betrachtungen möglich. Dazu gehören
- Differenz von Grenz- und Durchschnittssteuersatz
- Änderung des Durchschnittssteuersatzes
- Änderung des Grenzsteuersatzes
- Steuerbetragselastizität
- Residualeinkommenselastizität

Die Residualeinkommenselastizität gibt an, um wie viel sich das Einkommen nach Steuerabzug (Netto, Residualeinkommen) näherungsweise ändert, wenn sich das Einkommen vor Steuer (zu versteuerndes Einkommen) um ein Prozent erhöht.

### Umverteilung

Verteilungskurven zur Berechnung der Gini-Koeffizienten (allgemeines Beispiel)
Gestrichelte Kurve: vor Steuer
Durchgezogene Kurve: nach Steuer

Durch progressive Einkommensbesteuerung wird die Ungleichverteilung der Einkommen mehr oder weniger stark vermindert. Das führt zu einer Umverteilung. Es existieren mehrere Maße, die den Grad der Umverteilung messen. Das effektive Progressionsmaß {\displaystyle P_{\mathrm {MT} }} (nach Musgrave/Thin) bestimmt den Grad der Ungleichverteilung aus dem Gini-Koeffizienten {\displaystyle G} (eine mögliche Ungleichverteilungskennzahl). Der Progressionsindex nach Musgrave/Thin ist bei gegebener Verteilung der Einkommen vor dem Steuerabzug ({\displaystyle G_{\mathrm {brutto} }}) und der Verteilung danach ({\displaystyle G_{\mathrm {netto} }}) folgendermaßen definiert:
{\displaystyle P_{\mathrm {MT} }={\frac {1-G_{\mathrm {netto} }}{1-G_{\mathrm {brutto} }}}}
Dabei ist der Wert eins der Gini-Koeffizient bei totaler Ungleichverteilung der Einkommen. Die darauf bezogene Abweichung des Gini-Koeffizienten nach Steuern im Verhältnis zur Abweichung des Gini-Koeffizienten vor Steuern ergibt also das effektive Progressionsmaß {\displaystyle P_{\mathrm {MT} }}.
Beispielsweise betrug im Jahr 2008 der Gini-Koeffizient für die deutsche Einkommensverteilung vor Steuern 53,6 % und nach Steuern 44,1 %. Aus den beiden Gini-Koeffizienten ergibt sich ein effektives Progressionsmaß von {\displaystyle P_{\mathrm {MT} }=1{,}084}.
Ein alternatives Maß ist der Reynolds-Smolensky-Index definiert als die Differenz der Gini-Koeffizienten vor und nach Umverteilung:
{\displaystyle P_{\mathrm {RS} }=G_{\mathrm {brutto} }-G_{\mathrm {netto} }}
Interpretation der Indizes:
| Steuertarif  | Musgrave-Thin-Index                 | Reynolds-Smolensky-Index            |
| ------------ | ----------------------------------- | ----------------------------------- |
| progressiv   | {\displaystyle P_{\mathrm {MT} }>1} | {\displaystyle P_{\mathrm {RS} }>0} |
| proportional | {\displaystyle P_{\mathrm {MT} }=1} | {\displaystyle P_{\mathrm {RS} }=0} |
| regressiv    | {\displaystyle P_{\mathrm {MT} }<1} | {\displaystyle P_{\mathrm {RS} }<0} |

### Kalte Progression
Als Kalte Progression wird ein – nur über mehrere Jahre hinweg zu beobachtender und durch die Inflation im Zusammenwirken mit der Steuerprogression bedingter – Anstieg der realen Steuerlast bezeichnet.

## Arten

### Indirekte Progression

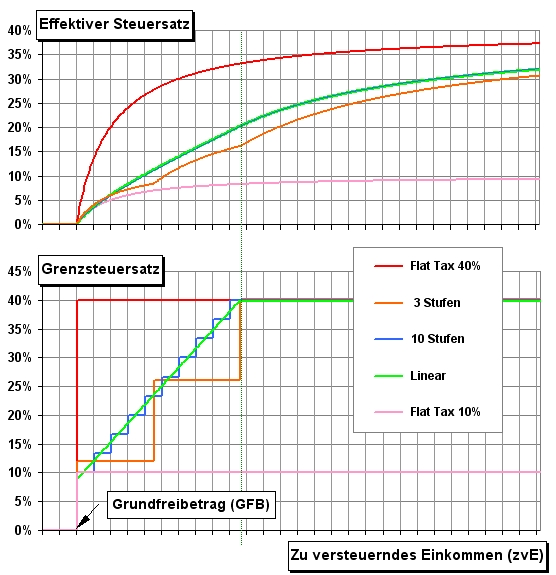
Arten der Steuerprogression

Bei einem einstufigen Tarif (Einheitssteuer oder Flat Tax) führt das Zusammenwirken von Grundfreibetrag und Grenzsteuersatz (auch „Grenzbelastung“ genannt) zu einem mit dem Einkommen ansteigenden Durchschnittsteuersatz. Mit steigendem zu versteuerndem Einkommen nähert sich die tatsächliche Steuerbelastung (Durchschnittsteuersatz) abflachend dem Grenzsteuersatz an. Man spricht von einer indirekten Progression, da der Grenzsteuersatz selbst nicht progressiv ist, sondern nur der Durchschnittsteuersatz. Der Spitzensteuersatz ist hierbei identisch mit dem Eingangssteuersatz und beträgt beispielsweise in Bulgarien 10 % oder in Lettland 23 %.

### Stufige Progression
Beim Stufengrenzsatztarif gibt es Eckwerte (Stufen), ab denen für jeden Euro über der Stufe ein höherer Grenzsteuersatz zur Anwendung kommt. Stufengrenzsatztarife setzen sich aus mehreren Zonen mit konstantem (flach verlaufendem) Grenzsteuersatz zusammen. Auch hier kommt es zu einem einkommensabhängigen Anstieg des Durchschnittsteuersatzes, der jedoch eine von den Stufen abhängige Welligkeit besitzt. Das ergibt sich aus der Art der Berechnung des Durchschnittsteuersatzes als Quotient aus Steuer und zu versteuerndem Einkommen. Die Anzahl der Stufen beträgt mindestens zwei (Polen) oder drei (beispielsweise Österreich bis 2015, danach 6 Stufen) und kann beliebig fein unterteilt werden (vgl. Bundessteuer Schweiz mit bis zu 14 Stufen). Je größer die Anzahl der Stufen gewählt wird, umso mehr nähert sich der Verlauf der linearen Progression an.

### Lineare Progression
Bei der linearen Progression steigt der Grenzsteuersatz in einem oder mehreren Bereichen zwischen Eingangssteuersatz und Spitzensteuersatz linear an. Es gibt hier keine sprunghaften Übergänge. Der Anstieg sowohl des Grenzsteuersatzes als auch des Durchschnittsteuersatzes erfolgt kontinuierlich (stetig). Ein solcher Tarif wird beispielsweise bei der Einkommensteuer in Deutschland verwendet.
Sowohl bei der stufigen als auch bei der linearen Progression ist der Spitzensteuersatz in der Regel sehr viel höher als der Eingangssteuersatz. Die Progression im Bereich der niedrigeren Einkommen erfolgt jedoch deutlich langsamer als bei der Einheitssteuer (Flat Tax).
Im Gegensatz zu weitverbreiteten Annahmen kann es weder durch die lineare Progression noch durch den Stufengrenzsatztarif zu Nettoeinkommensverlusten bei Bruttosteigerungen kommen. Dies folgt aus der mathematischen Ausgestaltung der Steuerbetragsfunktionen in der Weise, dass der höhere Grenzsteuersatz stets nur für das zusätzliche Einkommen gilt.

## Mathematische Definition

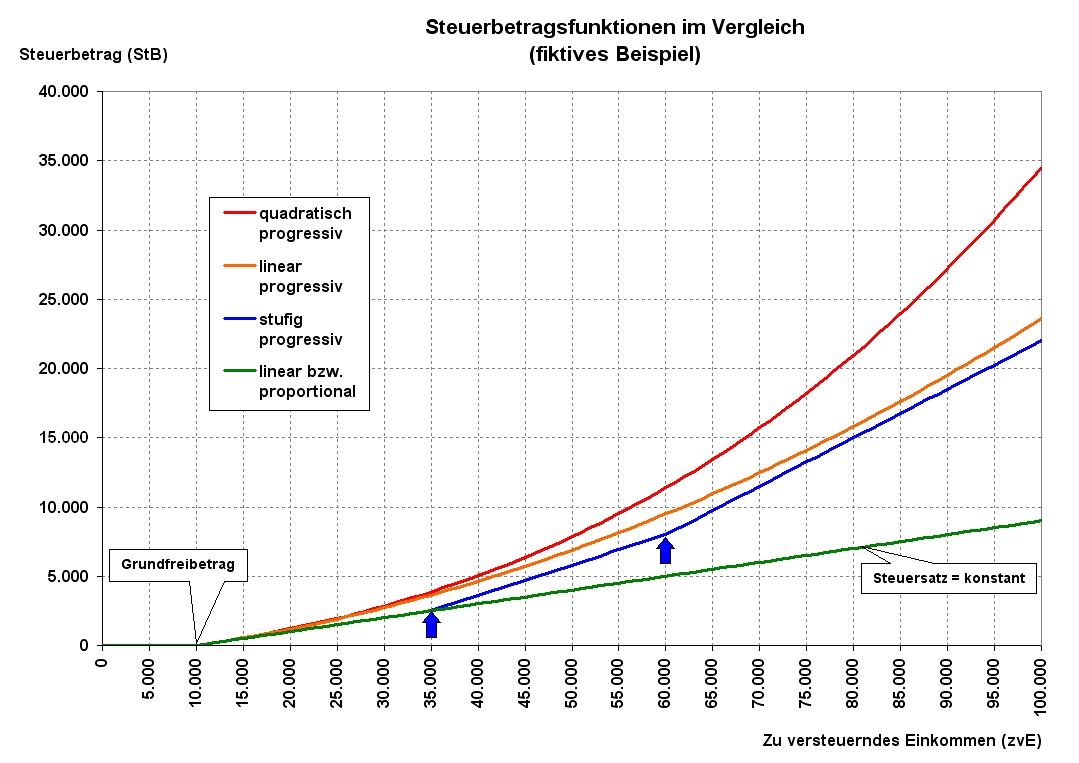
Vergleich der Steuerbetragsfunktionen verschiedener Progressionsmodelle (Die Beispiele verdeutlichen nur das Prinzip.)

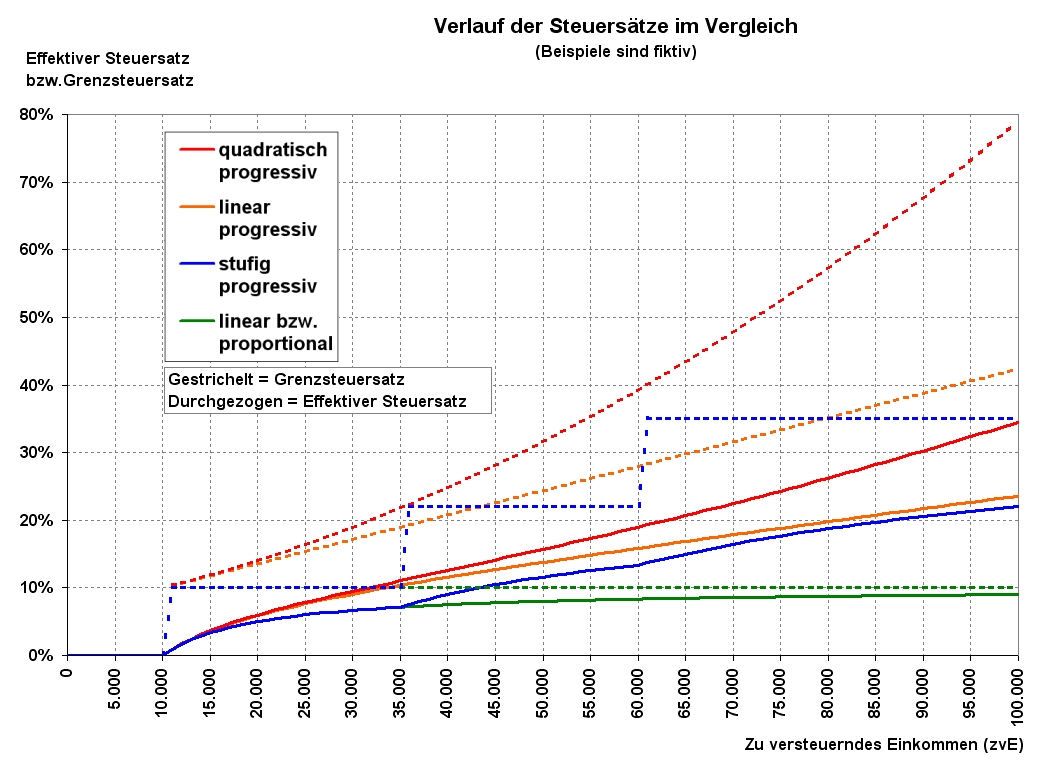
Vergleich der Verläufe der Steuersätze verschiedener Progressionsmodelle (Die Beispiele verdeutlichen nur das Prinzip.)

Die mathematischen Definitionen verwenden folgende Begriffe und Variablen:
{\displaystyle StB} = Steuerbetrag
{\displaystyle zvE} = zu versteuerndes Einkommen
{\displaystyle GFB} = Grundfreibetrag
{\displaystyle {\bar {s}}} = Durchschnittsteuersatz
{\displaystyle s_{g1}} = Eingangssteuersatz (anfänglicher Grenzsteuersatz)
{\displaystyle s_{g}} = Grenzsteuersatz
{\displaystyle p_{1}} = linearer Progressionsfaktor

### Proportionaler Tarif
Beim proportionalen Steuertarif und konstantem Steuersatz steigt die Steuer proportional zum Einkommen, ohne dass es zu einer Progressionswirkung kommt ({\displaystyle {\bar {s}}=s_{g}=const}):
{\displaystyle StB={\bar {s}}\cdot zvE}
Berücksichtigt man jedoch den Grundfreibetrag (grüne Linien in den Bildern), so errechnet sich der Steuerbetrag nach der Formel:
{\displaystyle StB=s_{g}\cdot (zvE-GFB)}
Die indirekte Progression des Durchschnittsteuersatzes {\displaystyle s} folgt aus der Beziehung
{\displaystyle {\bar {s}}=s_{g}\cdot \left(1-{\frac {GFB}{zvE}}\right)}

### Stufig progressiver Tarif
Beim stufig progressiven Steuertarif gibt es mehrere Zonen, in denen der Grenzsteuersatz jeweils konstant bleibt. Er ist jedoch in der folgenden Zone höher als in der vorherigen (blaue Linien in den Bildern). Die Grenzen dieser Zonen (Eckwerte) sind im oberen Bild mit blauen Pfeilen markiert. Innerhalb einer Zone entspricht die Kurve dem proportionalen Steuertarif.
{\displaystyle StB=s_{gn}\cdot (zvE-E_{n})+\sum _{i=1}^{n}s_{gi}\cdot (E_{i}-E_{i-1})}
mit {\displaystyle E_{i}} = Einkommenseckwert, wobei {\displaystyle E_{0}=GFB} ist,
und {\displaystyle n} = Nummer des Eckwertes direkt unterhalb des zvE.

### Linear-progressiver Tarif
Beim linear progressiven Steuertarif wird der Grenzsteuersatz linear erhöht (orange Linien in den Bildern):
{\displaystyle StB={\Big (}s_{g1}+p_{1}\cdot (zvE-GFB){\Big )}\cdot (zvE-GFB)}
Dabei gilt für den Durchschnittsteuersatz mit Grundfreibetrag:
{\displaystyle {\bar {s}}={\Big (}s_{g1}+p_{1}\cdot (zvE-GFB){\Big )}\cdot \left(1-{\frac {GFB}{zvE}}\right)}
Auch ohne Grundfreibetrag (GFB = 0) kommt es bei der linearen Progression zu einer Progressionswirkung, weil der Progressionsfaktor {\displaystyle p_{1}} den Durchschnittsteuersatz abhängig vom {\displaystyle zvE} stetig erhöht:
{\displaystyle {\bar {s}}=s_{g1}+p_{1}\cdot zvE\ \ |\ GFB=0}
Der Grenzsteuersatz ergibt sich mit:
{\displaystyle s_{g}=s_{g1}+2\cdot p_{1}\cdot (zvE-GFB)}

## Länderüberblick

### Deutschland

#### Berechnung
Bis 1989 wurden für die Festlegung des stetigen Anstiegs des Grenzsteuersatzes Polynome verwendet, wobei der Anstieg bei höheren zu versteuernden Einkommen abflachte. Seit 1990 werden eine oder mehrere Geradengleichungen benutzt, die zu einer oder mehreren Tarifzonen mit linear ansteigenden Grenzsteuersätzen führen. Die Geradengleichungen sind einfacher zu berechnen. In der politischen Diskussion werden die lineare Progression (derzeitiges Recht) und der Stufentarif diskutiert.

#### Tarifgeschichte
Die Verfahren zur Berechnung des Einkommensteuertarifs sind in der Tarifgeschichte des Bundesfinanzministeriums mit Formeln und Tabellen beschrieben. Dort ist auch die ab 1990 erfolgte Vereinfachung der Berechnung des Steuersatzes dokumentiert.

Einkommensteuertarifreform 1989/90 in Deutschland
Animierte Tarifgeschichte von 1990 bis 2014 (zvE bis 70.000 Euro/Jahr)
Animierte Tarifgeschichte von 1990 bis 2014 (zvE bis 300.000 Euro/Jahr)
- Tarifgeschichte von 1990 bis 2022 als Video

Die Bilder oben zeigen die historische Entwicklung der Steuersätze im deutschen Einkommensteuertarif von 1990 bis 2022 im direkten Vergleich. Die deutliche Anhebung des Grundfreibetrages ab 1996 erfolgte als Reaktion auf das Urteil des Bundesverfassungsgerichts, das die steuerliche Freistellung des Existenzminimums forderte. Gleichzeitig wurde jedoch der Eingangssteuersatz von 19,0 % auf 25,9 % angehoben. In der Folgezeit wurde der Eingangssteuersatz nach und nach wieder abgesenkt und beträgt im Tarif 2010 14,0 %. Der Spitzensteuersatz wurde von ursprünglich 53,0 % auf 42,0 % im Tarif 2005 abgesenkt, jedoch ab 2007 für hohe Einkommen über 250.000 Euro auf 45,0 % angehoben.

### Österreich
Die Einkommensteuer folgt in Österreich einem bundesweiten, 6-stufigen Tarifmodell mit Freibetrag.

### Schweiz
In der Schweiz wird sowohl die direkte Bundessteuer wie auch die Einkommens- und Vermögenssteuer der meisten Kantone nach einem progressiven Tarif berechnet. Allerdings ist vor allem die kantonale Progression bei den höchsten Einkommen und Vermögen vielenorts begrenzt, um potente Steuerzahlende anzuziehen bzw. nicht zu vertreiben. In jüngerer Zeit haben einige wenige sehr kleine Kantone einen Systemwechsel zum Einheitssteuersatz vollzogen. Dies wird jedoch von den Sozialdemokraten auf Bundesebene bekämpft, die mit einer Volksinitiative einen Mindest-Progressionssatz für die Kantone erzwingen wollten. Sie scheiterten aber in einer eidgenössischen Volksabstimmung am 28. November 2010.
Um die Steuerprogression zu brechen, gibt es im Schweizer Steuersystem verschiedene Möglichkeiten. Dazu zählen bspw. Einzahlungen in die Säule 3a, welche das steuerbare Einkommen mindern und auch bei der Auszahlung vorteilhaft sind, da ein reduzierter Steuersatz zur Anwendung gelangt. Eine weitere populäre Variante ist der Einkauf in die Pensionskasse, welcher ebenfalls abzugsfähig ist sowie die über mehrere Jahre gestaffelte Renovation von Wohneigentum. Schlussendlich gibt es noch die Steuervermeidung, welche legal ist und nicht mit der Steuerhinterziehung und dem Steuerbetrug verwechselt werden darf.

### Großbritannien
In Großbritannien gibt es sowohl bei der „Corporation tax“, einer Art Körperschaftsteuer, als auch bei der „Income tax“, also der Einkommensteuer, eine progressive Besteuerung. Die Hauptrate der „Corporation tax“ beträgt 28 % und betrifft Firmen mit einem zu versteuernden Einkommen, das größer als 1,5 Mio. £ ist. Bei Firmen mit einem zu versteuernden Einkommen von unter 300.000 £ beträgt der Steuersatz 21 %. Nur bei einem zu versteuernden Einkommen zwischen 300.000 £ und 1,5 Mio. £ gibt es einen gleitenden Steuersatz zwischen 21 % und 28 %.

Einkommensteuer in Großbritannien

Die Einkommensteuer wird in Großbritannien in vier Bändern mit drei verschiedenen Steuersätzen erhoben. Einkommen bis 12.500 £ wird nicht besteuert („Personal Allowance“), die „Basic Rate“ von 20 % greift ab 12.501 £, die „Higher Rate“ von 40 % ab 50.001 £ und die „Additional Rate“ von 45 % für Einkommensteile über 150.000 £ (Stand: Steuerjahr 2019/20). Für Dividenden gilt eine „Basic Rate“ von 10 %, eine „Higher Rate“ von 32,5 % und eine „Additional Rate“ von 42,5 %. Für sonstige Kapitalerträge gilt eine „Basic Rate“ von 20 % und eine „Higher Rate“ von 40 %.
Sowohl in Großbritannien als auch in den USA gibt es zudem eine „payroll-tax“ für Arbeitnehmer, die ursprünglich als Sozialversicherungsbeitrag gedacht war, sich aber zwischenzeitlich zu einer Steuer entwickelt hat, die – in jeder Hinsicht außer dem Namen nach – eine Einkommensteuer ist („stealth tax“) und oftmals eine höhere Steuerlast verursacht als die Einkommensteuer. Die „payroll-tax“ wird als degressive Steuer kritisiert.

### Frankreich
Eine progressive Einkommensteuer ('impôt sur le revenu') wurde in Frankreich 1914 nach jahrelangen Diskussionen (vorangetrieben u. a. vom siebenmaligen französischen Finanzminister Joseph Caillaux) eingeführt. Das Gesetz wurde am 15. Juli 1914 verabschiedet; der bevorstehende bzw. von vielen erwartete Krieg beschleunigte diesen Beschluss.

### USA
In den USA beträgt der niedrigste Steuersatz der Bundessteuer für Körperschaften mit einem zu versteuernden Einkommen von unter 50.000 US$ 15 % und steigt auf 35 % bei einem zu versteuernden Einkommen von über 18,3 Mio. US$. Die Körperschaften werden auch von den Bundesstaaten besteuert, diese Steuer ist aber auf die Bundessteuer anrechenbar.

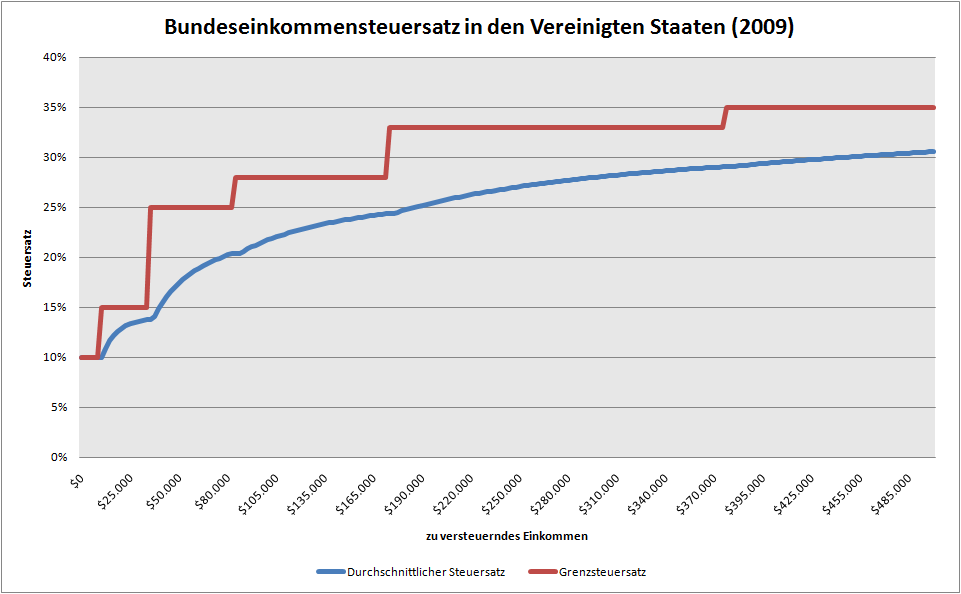
Durchschnittlicher und marginaler Einkommensteuersatz in den Vereinigten Staaten 2009 (nur Bundessteuer)

Die Einkommensteuer des Bundes wird mit stufig ansteigenden Grenzsteuersätzen von 10 % bis 39,6 % erhoben. Ab welchem zu versteuernden Einkommen der nächsthöhere Steuersatz greift, unterscheidet sich danach, ob man als Einzelner, als zusammenveranlagtes Ehepaar, als getrennt veranlagtes Ehepaar oder als Alleinerziehender veranlagt wird. Zu beachten ist, dass die meisten Bundesstaaten eine zusätzliche Einkommensteuer erheben. Je nachdem in welchem Bundesstaat man lebt, ist ein Spitzensteuersatz von über 50 % möglich (wenn man Bundes- und Staatseinkommensteuer addiert).
Die US-amerikanische Einkommensteuer hatte im Jahr 2006 eine bemerkenswert hohe effektive Steuerprogression. Der Index für Einkommensungleichheit (hier: Gini-Koeffizient) lag bezüglich des steuerpflichtigen Einkommens bei 56,47 % (Einkommen vor Steuern) und sank aufgrund der ausgeprägten Steuerprogression auf 48,92 % für die Einkommen nach Steuern. Aus den beiden Gini-Koeffizienten ergibt sich eine effektive Progression von {\displaystyle P_{\mathrm {MT} }=1{,}17} (nach Musgrave/Thin).